# Tablillas de Al-Yahudu

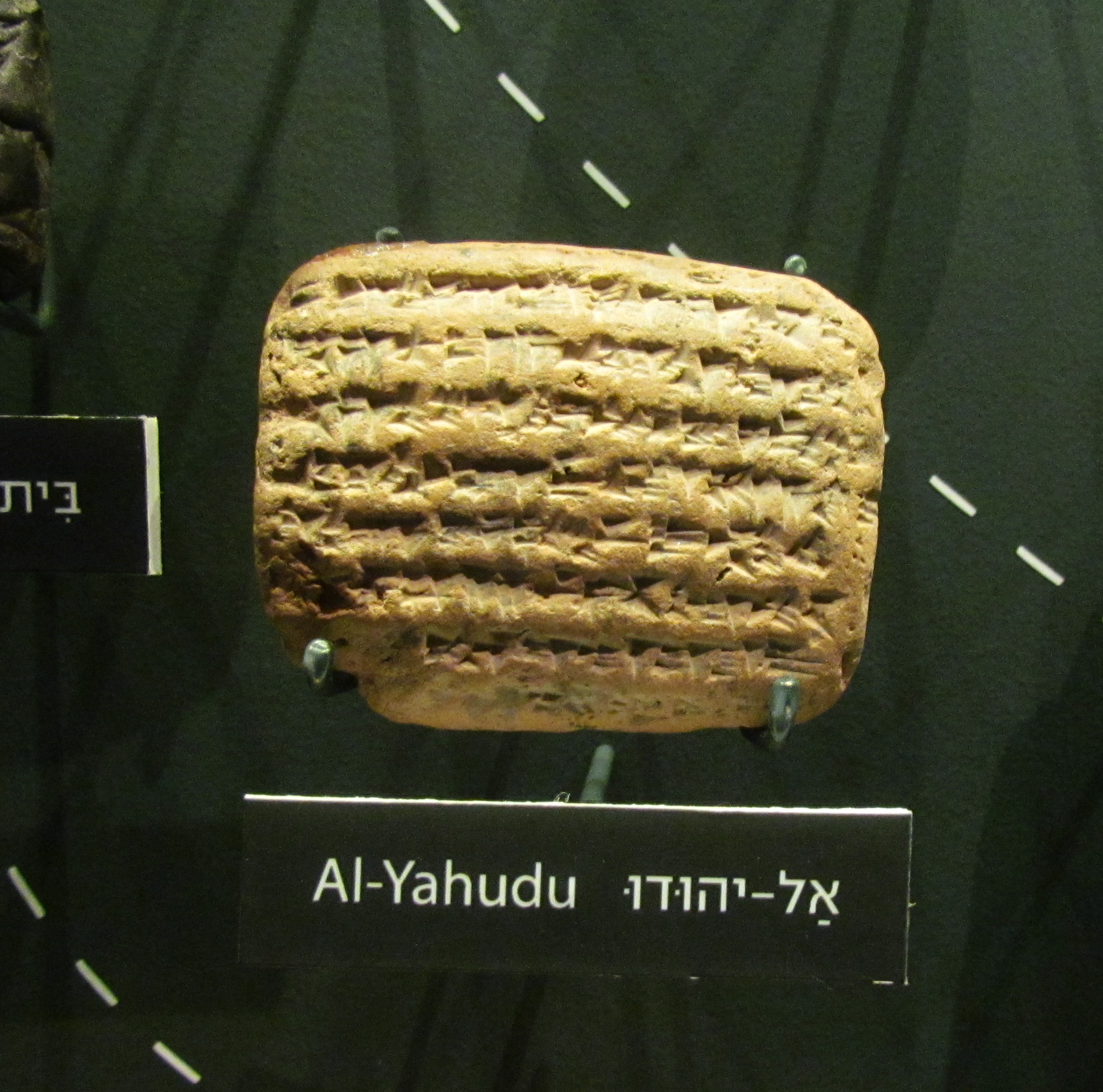
Una de las Tablillas de Al-Yahudu

Las Tablillas de Al-Yahudu son una colección de 200 tablillas de arcilla de los siglos VI y V a. C. sobre la comunidad judía exiliada en Babilonia tras la destrucción del Primer Templo. Contienen información sobre la condición física y la situación financiera de los exiliados de Judá en Babilonia. Las tablillas llevan el nombre del asentamiento central mencionado en los documentos, Al-Yahudu (en acadio: la Ciudad de Judá).
El documento más antiguo de la colección se remonta al 572 a. C., unos 15 años después de la destrucción del Templo, durante el reinado de Nabucodonosor II. La tablilla más reciente data del año 477 a. C., durante el reinado de Jerjes I, 60 años después de que los judíos comenzaran a regresar a Judá y 20 años antes de que Esdras el Escriba llegara a Jerusalén.

## Descubrimiento e investigación
Los registros públicos no contienen información sobre el lugar y la fecha del descubrimiento de los documentos en Irak, parece que no fueron encontrados en una excavación arqueológica. La primera vez el asentamiento de al-Yahudu y los documentos llegaron a conocimiento público, fue a través de un artículo publicado por dos investigadores franceses en 1999. El artículo trataba de tres documentos legales de judíos en Babilonia, incluida la ciudad de al-Yahudu. Estos tres certificados eran parte de una pequeña colección de seis documentos en posesión del coleccionista de antigüedades israelí Shlomo Moussaieff.
A principios del siglo XXI, resultó que no se trataba de una colección pequeña, sino de una colección de más de 200 documentos, la mayoría de los cuales estaban en otras dos colecciones privadas. Algunos de los documentos fueron presentados en el 2004, en el Museo Beit Hatefutsoth de Tel Aviv y fueron investigados en parte por Kathleen Abraham de la Universidad Bar-Ilan. Desde entonces, la colección completa ha sido investigada principalmente por dos investigadores: Cornelia Wunsch de Alemania y Laurie Pearce de Estados Unidos. Wensh y Pierce publicaron a principios de 2015 las primeras traducciones y análisis completos de la colección.

## Geografía
Aunque se desconoce el lugar donde fueron descubiertos, los documentos contienen pistas sobre la ubicación de las comunidades judías exilidas. Los investigadores estiman que al-Yahudu y las otras comunidades mencionadas se ubicaban en el área sureste de la ciudad de Nippur.

### Las localidades mencionadas en los documentos
Además del asentamiento de Al-Yahudu, se mencionan otros asentamientos donde vivían o trabajaban judíos. En algunos casos se trata de ciudades muy conocidas, otras eran aparentemente asentamientos satélites de al-Yahudu. Las principales localidades mencionadas en los documentos son:
- Al-Yahudu: El asentamiento principal en los documentos. El documento más antiguo de la colección, fechado en 572 a. C., se llama Al-Yahudia ("Ciudad de los judíos").
- Beit Nashar: Aparentemente, quedaba no lejos de al-Yahudu. Una comunidad mixta, donde también vivían judíos. El gobernante del asentamiento, menconado en muchos de los documentos, se llamaba Ahikar ben Riemot, probablemente era de origen judío.
- Casa de Aviram: Posiblemente así nombrada en honor al Patriarca Abraham. Aunque la localidad es mencionada en relación con al-Yahudu, no se mencionan nombres judíos y no está claro si vivían judíos allí. La persona mencionada más veces de esta localidad es Zbava Sher-Ozer, administrador del heredero del trono babilónico.
- La aldea de Ubu Sha Tubiama: posiblemente así nombrada en honora su fundador, Tuviahu ben Mukhaiahu.
- Al-Hazatu: una comunidad de filisteos exiliados de Gaza.

La colección también contiene documentos de las ciudades de Babilonia, Nippur y Borsippa. También un documento firmado a orillas del río Kebar, conocido en la Biblia como el sitio del exilio, que según los registros babilónicos era un canal de irrigación que se utiliza también para transporte de personas y para el comercio. La colección no contiene referencias a otras ciudades donde según la Biblia residían los exiliados.

## La vida de los judíos en Babilonia reflejada en los documentos
Las tablillas de al-Yahudu cubren un período de 100 años bajo el dominio babilónico y dominio persa. En general, los documentos muestran una similitud entre la vida de los judíos y la de otros exiliados en el reino en aquel tiempo. Los documentos atestiguan la tensión entre el deseo de la preservación de la identidad judía (el idioma, la cultura, la religión), frente a la necesidad y la voluntad  de integrarse a la vida en Babilonia.

### Estatus de los exiliados
Según los documentos, los judíos fueron definidos como "Shushanu". Este término también se conoce por otros documentos de la época y se relaciona con los extranjeros exiliados a Babilonia, principalmente para rehabilitar ciudades y áreas devastadas por guerras pasadas. Estos exiliados recibieron tierras arrendadas para su sustento, en forma de servicio a cambio de tierras. Aunque su situación puede compararse con la de los siervos confinados a la tierra, parece que  eran considerados como entidades independientes ante la ley babilónica y la ley persa, gozaban de libertad de movimiento, tenían posibilidades de integración social y económica.

### Servicio al Reino
El tipo de servicio requerido de los exiliados, se menciona en los documentos en el contexto de la designación de las tierras arrendadas, y más directamente en los trabajos que los exiliados debían realizar como parte del pago de impuestos. Según otros documentos relacionados con el pago de impuestos y servicios al reino, parece que al principio algunos exiliados fueron empleados en trabajos físicos: trabajos de construcción, excavación y mantenimiento de canales de riego. Es posible que entre ellos se encontraran muchos de los "arados y cerrajeros", mencionados en relación con el exilio de Jeconías en 597 a. C. La descripción de los servicios parece indicar que se impusieron restricciones al movimiento, y hasta cierto punto, en un primer período los exiliados pueden haber tenido un estatus similar al de los esclavos. Este período puede reflejarse en las famosas líneas del Salmo 137 sobre el exilio.

### Integración social y económica
La mayoría de los judíos mencionados en los certificados se dedicaban a la agricultura. En la mayor parte de las tierras arrendadas cultivaban dátiles y cebada, aunque también se mencionan trigo, especias y lino. El análisis de las sumas de dinero empleadas en las transacciones mencioandas en los certificados, muestran que los exiliados tenían un estatus económico relativamente bajo. Una comparación de los acuerdos económicos con los que aparecen en otras colecciones de Babilonia, muestra que los judíos se integraron a la vida económica de Babilonia, operaban en el nivel económico diario como otros babilonios, y no necesariamente de acuerdo con las leyes de la Torá.
Entre los exiliados, se mencionan varios judíos de fuerte posición económica. Algunos (como Raphaiah Ben Smachiho y su hijo) actuaron como intermediarios y proveedores de crédito para la población judía y lograron acumular un capital sustancial. Estos intermediarios proporcionaron monedas de plata pura para concentrar los pagos de impuestos de varios judíos y proporcionaron a los agricultores medios de producción, como animales para arar y cereales.

### Estilo de vida y actitud judía hacia Sion
Debido a la naturaleza de los documentos, este tema aparece solo de manera implícita. La preservación de la identidad judía se puede ver en los nombres de los miembros de la familia, en el hecho de que no se encontraron documentos en las fiestas judías y que las fechas no se firmaron en Shabat.
Los documentos no muestran señales de gente que se fuera a Judea, pero se han encontrado al menos dos judíos que deseaban regresar a Sion:
- Un hombre llamado Yashuv Tzadik, al parecer recibió su nombre con la esperanza de regresar a Tierra Santa.
- Un hombre llamado Yaeliahu, que señala el deseo de sus padres de que emigrara a Israel. El nombre se relaciona con el término "Va-Yael" (Esdras 1:3) que se refiere a la inmigración de exiliados de regreso a Judá, permitida por la Declaración de Ciro en el 538 a. C.

### Nombres israelitas
Las tablas de Al-Yahudu proporcionan una de las primeras transcripciones babilónicas de nombres israelitas. Anteriormente, los asirios, a quienes los babilonios habían conquistado, habían hecho varias inscripciones que mostraban nombres de procedencia israelita o judía, incluidos Omri, Ezequías, Peka y Oseas, Joaquín y Yahu- Bihdi.